# Ækvatorialguineas fodboldlandshold
Ækvatorialguineas fodboldlandshold repræsenterer Ækvatorialguinea i fodboldturneringer og kontrolleres af Ækvatorialguineas fodboldforbund.